# Чаплюк Микола Миколайович
Мико́ла Микола́йович Чаплю́к (1 січня 1971, с. Великі Загайці, Тернопільська область — 7 вересня 2022, біля с. Сухий Ставок, Херсонська область) — український учитель, музикант, військовослужбовець, солдат 24 ОМБр Збройних сил України, учасник російсько-української війни. Кавалер ордена «За мужність» III ступеня (2023, посмертно).

## Життєпис
Микола Чаплюк народився 1 січня 1971 року в селі Великі Загайці, нині Великодедеркальської громади Кременецького району Тернопільської области України.
Працював учителем музики, був добре знаним музикантом на Шумщині. Призваний по мобілізації 15 квітня 2022 року стрільцем взводу охорони роти охорони. А від 11 травня 2022 року відбув до 24-ї окремої механізованої бригади.
Загинув 7 вересня 2022 року в боях біля с. Сухий Ставок на Херсонщині.

## Нагороди
- орден «За мужність» III ступеня (9 січня 2023, посмертно) — за особисту мужність і самовідданість, виявлені у захисті державного суверенітету та територіальної цілісності України, вірність військовій присязі[1].